# 阿馬盧亞
阿馬盧亞（英語：Amaluia）是位於美屬薩摩亞圖圖伊拉島西南海岸的一座村莊。它位於利昂和阿馬納夫之間。阿馬盧亞座落於萊阿拉圖奧縣。在阿馬盧亞海岸線附近的溪流中發現了兩種鱸魚和兩種蝦虎魚。該村有一個養豬場，截至1996年，養豬場有六頭豬。
根據2010年所作的人口普查數據顯示，阿馬盧亞的居住人口為162人。